# Costus
Costus is een geslacht uit de familie Costaceae. The Plant List accepteert 104 soorten. Volgens de Flora of China bestaat het geslacht uit circa negentig soorten die voorkomen in tropische en subtropische gebieden.
Een aantal soorten wordt toegepast als sierplant.

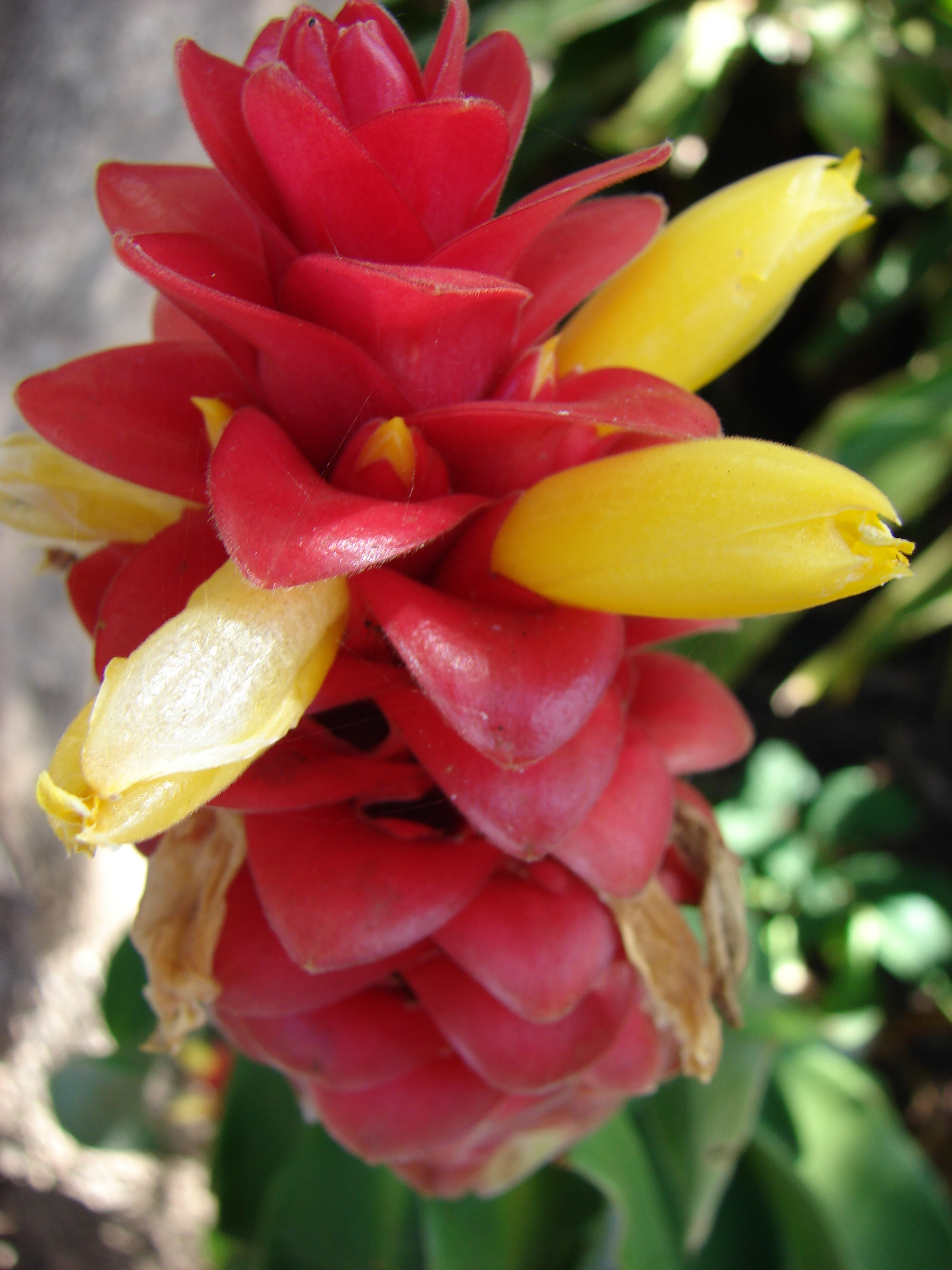
Costus comosus
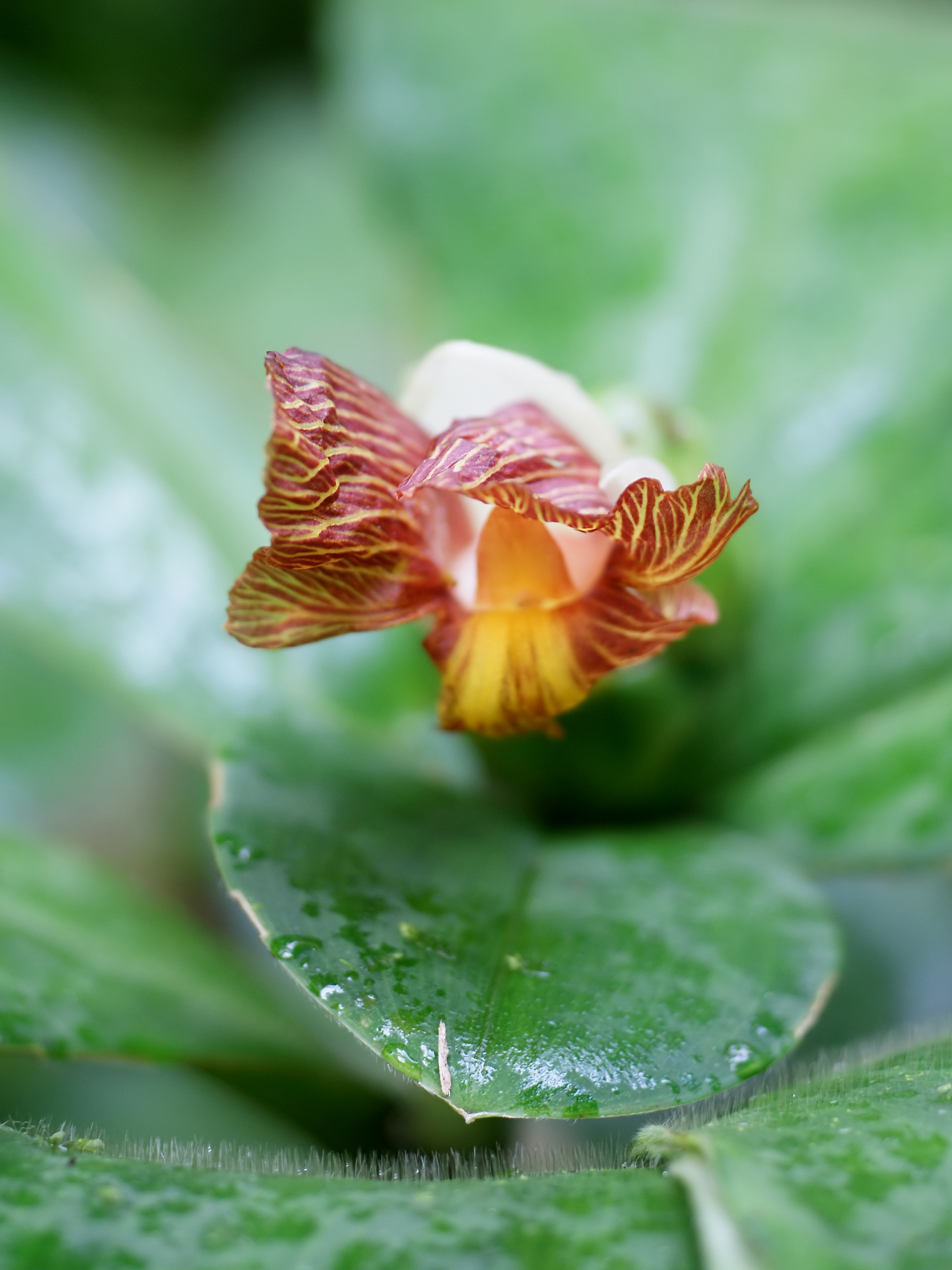
Costus pictus
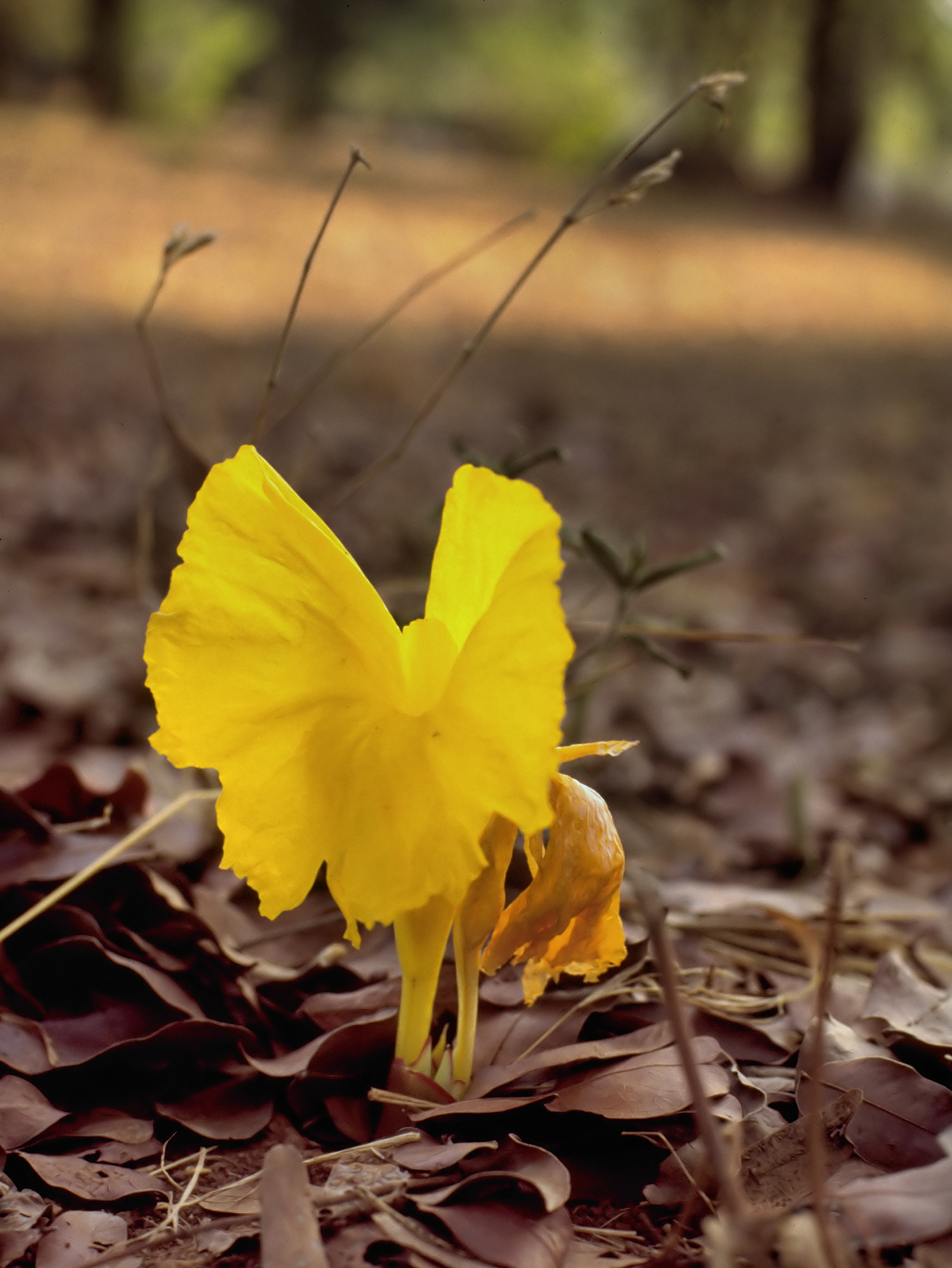
Costus spectabilis